# Winter-Paralympics 2022/Teilnehmer (Japan)
| stlisierte Goldmedaille | stlisierte Silbermedaille | stlisierte Bronzemedaille |
| ----------------------- | ------------------------- | ------------------------- |
| 4                       | 1                         | 2                         |

Japan nahm an den Winter-Paralympics 2022 in Peking vom 4. bis 13. März 2022 teil. 29 Athletinnen und Athleten waren nominiert. Fahnenträger bei der Eröffnungsfeier war der Para-Skilangläufer Taiki Kawayoke.

## Teilnehmer

### (Biathlon und Langlauf)Skilanglauf
| Athleten                           | Wettbewerbe                     | Zeit        | Rang |
| ---------------------------------- | ------------------------------- | ----------- | ---- |
| Männer                             |                                 |             |      |
| Taiki Kawayoke                     | Long Distance (stehend)         | 52:52,8 min | Gold |
| Yoshihiro Nitta                    | Long Distance (stehend)         | 57:46,7 min | 7    |
| Keigo Iwamoto                      | Long Distance (stehend)         | 1:04:58,7 h | 13   |
| Hiroaki Mori                       | Sprint (sitzend)                | 2:49,22 min | 31   |
| Ryohei Ariyasu mit Guide: Y.Fujita | Long Distance (sehbehindert)    | 1:15,04,8 h | 7    |
| Ryohei Ariyasu mit Guide: Y.Fujita | Mittlere Distanz (sehbehindert) | 45:01,8 min | 16   |
| Frauen                             |                                 |             |      |
| Yurika Abe                         | Long Distance (stehend)         | 56:47,7 min | 8    |
| Yurika Abe                         | Sprint (stehend)                | 26:13,1 min | 16   |
| Momoko Dekijima                    | Mittlere Distanz (stehend)      | 41:59,1 min | 11   |
| Momoko Dekijima                    | Sprint (stehend)                | 22:35,5 min | 14   |

- Keiichi Sato
- Mika Iwamoto

### Ski Alpin
| Athleten         | Wettbewerbe              | 1. Lauf     | 2. Lauf     | Gesamt       | Gesamt |
| Athleten         | Wettbewerbe              | Zeit        | Zeit        | Zeit         | Rang   |
| ---------------- | ------------------------ | ----------- | ----------- | ------------ | ------ |
| Frauen           |                          |             |             |              |        |
| Momoka Muraoka   | Abfahrt (sitzend)        |             |             | 1:29,77 min  | Gold   |
| Momoka Muraoka   | Super G (sitzend)        |             |             | 1:23,75 min  | Gold   |
| Momoka Muraoka   | Super Combined (sitzend) | 1:20,37 min | 51,77 s     | 2:12,14 min  | Silber |
| Momoka Muraoka   | Riesenslalom (sitzend)   | 1:01,76 min | 1:00,51 min | 2:02,27 min  | Gold   |
| Momoka Muraoka   | Slalom (sitzend)         |             |             | 1:45,54 min  | 5      |
| Ammi Honda       | Abfahrt (stehend)        |             |             | 1:25,90 min  | 6      |
| Noriko Kamiyama  | Abfahrt (stehend)        |             |             | 1:38,49 min  | 8      |
| Yoshiko Tanaka   | Super Combined (sitzend) | 1:36,33 min | 1:08,81 min | 2:45,14 min  | 4      |
| Yoshiko Tanaka   | Super G (sitzend)        |             |             | 1:35,69 min  | 5      |
| Yoshiko Tanaka   | Riesenslalom (sitzend)   |             |             |              | DNF    |
| Yoshiko Tanaka   | Slalom (sitzend)         |             |             | 2:15,93 min  | 6      |
| Norika Harada    | Riesenslalom (sitzend)   |             |             |              | DNF    |
| Norika Harada    | Slalom (sitzend)         |             |             | 2:18, 08 min | 8      |
| Männer           |                          |             |             |              |        |
| Taiki Morii      | Abfahrt (sitzend)        |             |             | 1:18,29 min  | Bronze |
| Taiki Morii      | Super G (sitzend)        |             |             | 1:10,61 min  | Bronze |
| Taiki Morii      | Riesenslalom (sitzend)   | 1:05,38 min | 1:01,74 min | 2:07,12 min  | 8      |
| Taiki Morii      | Slalom (sitzend)         | 46,48 s     | 56,07 s     | 1:42,55 min  | 5      |
| Akira Kano       | Abfahrt (sitzend)        |             |             | 1:20,58 min  | 7      |
| Akira Kano       | Super G (sitzend)        |             |             |              | DNF    |
| Akira Kano       | Riesenslalom (sitzend)   | 1:07,36 min |             |              | DNF    |
| Akira Kano       | Slalom (sitzend)         |             |             |              | DNF    |
| Takeshi Suzuki   | Abfahrt (sitzend)        |             |             | 1:22,84 min  | 8      |
| Takeshi Suzuki   | Super G (sitzend)        |             |             | 1:16,73 min  | 11     |
| Takeshi Suzuki   | Riesenslalom (sitzend)   | 1:04,93 min | 59,83 s     | 2:04,75 min  | 5      |
| Takeshi Suzuki   | Slalom (sitzend)         | 44,82 s     | DNF         |              | DNF    |
| Taku Misawa      | Abfahrt (stehend)        |             |             | 1:20,20 min  | 14     |
| Taku Misawa      | Combined (stehend)       | 1:15,18 min | 47,57 s     | 1:57,10 min  | 11     |
| Takehiro Koike   | Abfahrt (stehend)        |             |             | 1:22,46 min  | 21     |
| Takehiro Koike   | Super G (stehend)        |             |             | 1:16,43 min  | 24     |
| Takehiro Koike   | Riesenslalom (stehend)   | 1.03,05 min | 1:01,00 min | 2:04,05 min  | 14     |
| Kohei Takahashi  |                          |             |             |              |        |
| Yamato Aoki      | Riesenslalom (stehend)   | 1:10,99 min | 1:07,44 min | 2:18435 min  | 30     |
| Masahiko Tokai   | Combined (stehend)       | 1:21,30 min | 47,24 s     | 2:08,54 min  | 20     |
| Masahiko Tokai   | Riesenslalom (stehend)   | 1:11,40 min | 1:07,30 min | 2:18,70 min  | 31     |
| Satoshi Fujiwara | Super G (sitzend)        |             |             |              | DNF    |
| Satoshi Fujiwara | Riesenslalom (sitzend)   | 1:10,28 min | 1:08,62 min | 2:18,90 min  | 23     |
| Satoshi Fujiwara | Slalom (sitzend)         | 55,62 s     | DNF         |              | DNF    |

### Snowboard
| Athleten          | Klassifizierung | Wettbewerbe     | Zeit        | Rang |
| ----------------- | --------------- | --------------- | ----------- | ---- |
| Männer            |                 |                 |             |      |
| Takahito Ichikawa | (SB-LL2)        | Snowboard Cross | 1:03,63 min | 6    |
| Takahito Ichikawa | (SB-LL2)        | Banked Slalom   | 1:11,31 min | 8    |
| Masataka Oiwane   | (SB-UL)         | Snowboard Cross | 1:04,18 min | 11   |
| Masataka Oiwane   | (SB-UL)         | Banked Slalom   | 1:14,39 min | 13   |
| Keiji Okamoto     | (SB-LL2)        | Snowboard Cross | 1:03,95 min | 8    |
| Keiji Okamoto     | (SB-LL2)        | Banked Slalom   | 1:13,38 min | 13   |
| Daichi Oguri      | (SB-LL1)        | Snowboard Cross | 1:07,69 min | 6    |
| Daichi Oguri      | (SB-LL1)        | Banked Slalom   | 1:14,42 min | 7    |
| Junta Kosuda      | (SB-LL1)        | Snowboard Cross | 1:08,89 min | 7    |
| Junta Kosuda      | (SB-LL1)        | Banked Slalom   | 1:16,32 min | 10   |
| Shinji Tabuchi    | (SB-LL2)        | Snowboard Cross | 1:07,36 min | 16   |
| Shinji Tabuchi    | (SB-LL2)        | Banked Slalom   | 1:14,57 min | 18   |